# Vielle-Soubiran
Vielle-Soubiran település Franciaországban, Landes megyében. Lakosainak száma 224 fő (2022. január 1.). Vielle-Soubiran Estigarde, Losse, Saint-Gor, Saint-Justin és Saint-Julien-d’Armagnac községekkel határos.

## Népesség
A település népessége az elmúlt években az alábbi módon változott:
| Lakosok száma | 219  | 219  | 208  | 234  | 252  | 245  | 229  | 224  | 224  | 224  |
|               | 1968 | 1982 | 1990 | 2006 | 2013 | 2015 | 2017 | 2019 | 2020 | 2022 |